# Тереза Кетлін
Тереза Кетлін (англ. Teresa Catlin; нар. 13 лютого 1969) — колишня британська тенісистка.
Найвищу одиночну позицію світового рейтингу — 214 місце досягла 14 березня 1988, парну — 223 місце — 18 липня 1988 року.
Найвищим досягненням на турнірах Великого шолома було 2 коло в змішаному парному розряді.

## Фінали ITF

### Одиночний розряд: 1 (0–1)
| Результат | Дата              | Турнір                   | Покриття | Суперниця         | Рахунок  |
| --------- | ----------------- | ------------------------ | -------- | ----------------- | -------- |
| Поразка   | 16 листопада 1987 | Кройдон, Велика Британія | Килим    | Наталія Медведєва | 6–2, 6–3 |